# Épisodes de Powerless
Cet article présente le guide des épisodes de la série télévisée américaine Powerless.

## Généralités
- Aux États-Unis, la saison a été diffusée du 2 février 2017 au 20 avril 2017 sur le réseau NBC. Trois épisodes n'ont pas été diffusés.
- Au Canada, elle a été diffusée en simultanée sur le réseau CTV.

## Distribution

### Acteurs principaux
- Vanessa Hudgens : Emily Locke
- Danny Pudi : Teddy
- Christina Kirk (en) : Jackie
- Ron Funches : Ron
- Alan Tudyk : Van Wayne

### Acteurs récurrents et invités
- Kate Micucci : Wendy Harris
- Josh Fadem (en) : Marvin Harris

## Épisodes

### Épisode 1: Titre français inconnu (Wayne or Lose)
- États-Unis /  Canada : 2 février 2017 sur NBC[1] / CTV

- États-Unis : 3,1 millions de téléspectateurs[2] (première diffusion)
- Canada : 1,361 million de téléspectateurs[3] (première diffusion + différé 7 jours)

### Épisode 2: Titre français inconnu (Wayne Dream Team)
- États-Unis /  Canada : 9 février 2017 sur NBC / CTV

- États-Unis : 2,53 millions de téléspectateurs[4] (première diffusion)
- Canada : 1,125 million de téléspectateurs[5] (première diffusion + différé 7 jours)

### Épisode 3: Titre français inconnu (Sinking Day)
- États-Unis /  Canada : 16 février 2017 sur NBC / CTV

- États-Unis : 2,49 millions de téléspectateurs[6] (première diffusion)
- Canada : 1,064 million de téléspectateurs[7] (première diffusion + différé 7 jours)

### Épisode 4: Titre français inconnu (Emily Dates a Henchman)
- États-Unis /  Canada : 23 février 2017 sur NBC / CTV

- États-Unis : 2,27 millions de téléspectateurs[8] (première diffusion)
- Canada : 1,117 million de téléspectateurs[9] (première diffusion + différé 7 jours)

### Épisode 5: Titre français inconnu (Cold Season)
- États-Unis /  Canada : 9 mars 2017 sur NBC / CTV

- États-Unis : 2,38 millions de téléspectateurs[10] (première diffusion)
- Canada : 946 000 téléspectateurs[11] (première diffusion + différé 7 jours)

### Épisode 6: Titre français inconnu (I'ma Friend You)
- États-Unis /  Canada : 30 mars 2017 sur NBC / CTV

- États-Unis : 1,81 million de téléspectateurs[12] (première diffusion)

### Épisode 7: Titre français inconnu (Van v Emily: Dawn of Justice)
- États-Unis /  Canada : 6 avril 2017 sur NBC / CTV

- États-Unis : 2,02 millions de téléspectateurs[13] (première diffusion)

### Épisode 8: Titre français inconnu (Green Furious)
- États-Unis /  Canada : 13 avril 2017 sur NBC / CTV

- États-Unis : 2,04 millions de téléspectateurs[15] (première diffusion)

### Épisode 9: Titre français inconnu (Emergency Punch-Up)
- États-Unis /  Canada : 20 avril 2017 sur NBC / CTV

- États-Unis : 2,03 millions de téléspectateurs[16] (première diffusion)

### Épisode 10: Titre français inconnu (No Consequence Day)
- États-Unis /  Canada : non-diffusé

### Épisode 11: Titre français inconnu (Win, Luthor, Draw)
- États-Unis /  Canada : 16 juin 2017 sur Youtube

Adam West

### Épisode 12: Titre français inconnu (Van of the Year)
- États-Unis /  Canada : non-diffusé